# Viktor Widqvist
Viktor Magnus Widkvist, född 27 december 1881 i Jakob och Johannes församling, Stockholms stad, död 22 december 1952 i Bromma kyrkobokföringsdistrikt, Stockholms stad, var en svensk militärmusiker och kompositör.

## Biografi
Widkvist var 1898-1918 tubaist vid Svea Ingenjörkårs musikkår i Stockholm och dessutom violinist vid en teaterorkester. Han utexaminerades som musikdirektör från Stockholms Musikkonservatorium 1908. Under perioden 1918-25 var han musikdirektör vid ingenjörstrupperna, först i Boden och sedan i Karlsborg. Därefter lämnade han militärmusiken och verkade som civilmusiker och orkesterledare i Stockholm.
Han är bekant för att ha komponerat ett stort antal marscher, varav den mest kända troligen är Under blågul fana. Bland övriga marscher kan nämnas Mälardrottningen, Norrlandsfärger, Chefsmarsch, Fladdrande fanor och Bodens ingenjörskårs marsch.
Widqvist begravdes på Norra begravningsplatsen i Stockholm 14 januari 1953.

## Verkförteckning
- Alltid redo
- Bodens ingenjörskårs marsch (Ing 4/Ing 3)
- Bodenvalsen
- Chefsmarsch (Överstelöjtnant Norinder marsch) - Karlskrona örlogsstations marsch som efter diverse omorganisationer blivit Marinbasen
- Dans på logen
- Doftande violer
- En danslåt
- En sommarvals
- Festmarsch
- Fladdrande fanor - Ubåtsvapnets marsch även Första ubåtsflottiljens marsch
- Flaggan i topp
- Friska vindar
- Från broslaget
- Konsertouvertyr
- Militärfest
- Mälardrottningen
- Norrlandsfärger - Norra militärområdets marsch
- På högvakt
- Stadionmarsch
- Svensk jubileumsmarsch
- Svenska klanger
- Sverige på vakt
- Sångarmarsch
- Triumfmarsch
- Under blågul fana - Arméns honnörsmarsch och Försvarsmaktens marsch
- Vid mälarstrand
- Älfkarlebyvalsen